# 20639 Michellouie
20639 Michellouie este un asteroid din centura principală de asteroizi.

## Descriere
20639 Michellouie este un asteroid din centura principală de asteroizi. A fost descoperit pe 4 octombrie 1999 la Socorro, New Mexico, în cadrul proiectului LINEAR. Asteroidul prezintă o orbită caracterizată de o semiaxă mare de 2,65 ua, o excentricitate de 0,10 și o înclinație de 9,7° în raport cu ecliptica.